# HD 65907
HD 65907，又名CP-59 944，SAO 250035、HR 3138，是一颗恒星，视星等为5.6，位于銀經273.38，銀緯-15.69，其B1900.0坐标为赤經7h 55m 56s，赤緯-60° -15.69′ 5″。